# Collegio elettorale di San Giovanni in Persiceto (Senato della Repubblica)
Il collegio di San Giovanni in Persiceto fu un collegio elettorale uninominale della Repubblica Italiana per l'elezione del Senato della Repubblica. Apparteneva alla Circoscrizione Emilia-Romagna e fu utilizzato per eleggere un senatore nella XII, XIII e XIV legislatura.
Venne istituito nel 1993 con la cosiddetta Legge Mattarella (Legge n. 276, Norme per l'elezione del Senato della Repubblica), attuata in seguito al referendum abrogativo del 1993. La legge istituì per la Camera dei deputati e per il Senato della Repubblica un sistema di elezione misto, in parte maggioritario e in parte proporzionale. Il 75% dei parlamentari dell'assemblea veniva eletto in collegi uninominali tramite sistema maggioritario a turno unico; il restante 25% al Senato veniva eletto tramite recupero proporzionale dei più votati non eletti attraverso un meccanismo di calcolo denominato "scorporo", cioè sottraendo dal conteggio dei voti totali di una lista nella parte proporzionale i voti ottenuti dai candidati collegati alla medesima lista che erano eletti nei collegi uninominali con il sistema maggioritario.
Il collegio venne abolito insieme a tutti gli altri che costituivano il Senato con la promulgazione della legge elettorale successiva, la cosiddetta Legge Calderoli. Questa prevedeva un sistema proporzionale con premio di maggioranza, che al Senato veniva attribuito a livello regionale.

## Territorio
Il collegio di San Giovanni in Persiceto era uno dei 14 collegi uninominali in cui era suddivisa l'Emilia-Romagna e, come previsto dal D.Lgs. del 20 dicembre 1993 n. 535, era compreso nelle province di Bologna e Modena e comprendeva i seguenti comuni: Anzola dell'Emilia, Argelato, Baricella, Bastiglia, Bentivoglio, Bomporto, Calderara di Reno, Camposanto, Castel Maggiore, Castello d'Argile, Cavezzo, Concordia sulla Secchia, Crevalcore, Finale Emilia, Galliera, Malalbergo, Medolla, Mirandola, Nonantola, Novi di Modena, Pieve di Cento, Ravarino, Sala Bolognese, San Felice sul Panaro, San Giorgio di Piano, San Giovanni in Persiceto, San Pietro in Casale, San Possidonio, San Prospero e Sant'Agata Bolognese.

## Eletti
| Elezione | Elezione | Senatore          | Partito            |
| -------- | -------- | ----------------- | ------------------ |
|          | 1994     | Filippo Cavazzuti | Progressisti (PDS) |
|          | 1996     | Fausto Cò         | Progressisti (PRC) |
|          | 2001     | Daria Bonfietti   | L'Ulivo (DS)       |

## Dati elettorali

### XII legislatura
|                               | Filippo Cavazzuti ✔️ Eletto | Progressisti               | 91 506  | 54,93 |  |  |  |  |  |
|                               | Massimo Morselli            | Polo delle Libertà         | 34 226  | 20,54 |  |  |  |  |  |
|                               | Edmondo Trionfini           | Patto per l'Italia         | 20 911  | 12,55 |  |  |  |  |  |
|                               | Milena Cocchi               | Alleanza Nazionale         | 12 296  | 7,38  |  |  |  |  |  |
|                               | Mauro Palmini               | Lista Pannella-Riformatori | 5 173   | 3,11  |  |  |  |  |  |
|                               | Paolina Monti               | Partito Democratico        | 2 483   | 1,49  |  |  |  |  |  |
| Totale                        | Totale                      | Totale                     | 166 595 | 100   |  |  |  |  |  |
|                               |                             |                            |         |       |  |  |  |  |  |
| Voti non validi               | Voti non validi             | Voti non validi            | 8 330   | 4,76  |  |  |  |  |  |
| Votanti                       | Votanti                     | Votanti                    | 174 925 | 94,49 |  |  |  |  |  |
| Elettori                      | Elettori                    | Elettori                   | 185 134 |       |  |  |  |  |  |
|                               |                             |                            |         |       |  |  |  |  |  |
| Data: 27-28 marzo 1994        |                             |                            |         |       |  |  |  |  |  |
| Fonte: Ministero dell'interno |                             |                            |         |       |  |  |  |  |  |

### XIII legislatura
|                               | Fausto Cò ✔️ Eletto | Progressisti          | 95 527  | 57,63 |  |  |  |  |  |
|                               | Fausto Frontini     | Polo per le Libertà   | 51 795  | 31,24 |  |  |  |  |  |
|                               | Enrico Barbieri     | Lega Nord             | 14 715  | 8,88  |  |  |  |  |  |
|                               | Luciana Roma        | Lista Pannella-Sgarbi | 3 734   | 2,25  |  |  |  |  |  |
| Totale                        | Totale              | Totale                | 165 771 | 100   |  |  |  |  |  |
|                               |                     |                       |         |       |  |  |  |  |  |
| Voti non validi               | Voti non validi     | Voti non validi       | 11 302  | 6,38  |  |  |  |  |  |
| Votanti                       | Votanti             | Votanti               | 177 073 | 92,82 |  |  |  |  |  |
| Elettori                      | Elettori            | Elettori              | 190 767 |       |  |  |  |  |  |
|                               |                     |                       |         |       |  |  |  |  |  |
| Data: 21 aprile 1996          |                     |                       |         |       |  |  |  |  |  |
| Fonte: Ministero dell'interno |                     |                       |         |       |  |  |  |  |  |

### XIV legislatura
|                               | Daria Bonfietti ✔️ Eletta | L'Ulivo                              | 99 618  | 56,08 |  |  |  |  |  |
|                               | Marisa Malavasi           | Casa delle Libertà                   | 57 434  | 32,33 |  |  |  |  |  |
|                               | Tiziano Loretti           | Partito della Rifondazione Comunista | 9 523   | 5,36  |  |  |  |  |  |
|                               | Oronzo Greco              | Lista Di Pietro                      | 4 806   | 2,71  |  |  |  |  |  |
|                               | Nicoletta Pasquali        | Lista Pannella-Bonino                | 3 302   | 1,86  |  |  |  |  |  |
|                               | Eugenio Romagnoli         | Democrazia Europea                   | 2 959   | 1,67  |  |  |  |  |  |
| Totale                        | Totale                    | Totale                               | 177 642 | 100   |  |  |  |  |  |
|                               |                           |                                      |         |       |  |  |  |  |  |
| Voti non validi               | Voti non validi           | Voti non validi                      | 6 774   | 3,67  |  |  |  |  |  |
| Votanti                       | Votanti                   | Votanti                              | 184 416 | 91,04 |  |  |  |  |  |
| Elettori                      | Elettori                  | Elettori                             | 202 567 |       |  |  |  |  |  |
|                               |                           |                                      |         |       |  |  |  |  |  |
| Data: 13 maggio 2001          |                           |                                      |         |       |  |  |  |  |  |
| Fonte: Ministero dell'interno |                           |                                      |         |       |  |  |  |  |  |